# Красноярские авиалинии

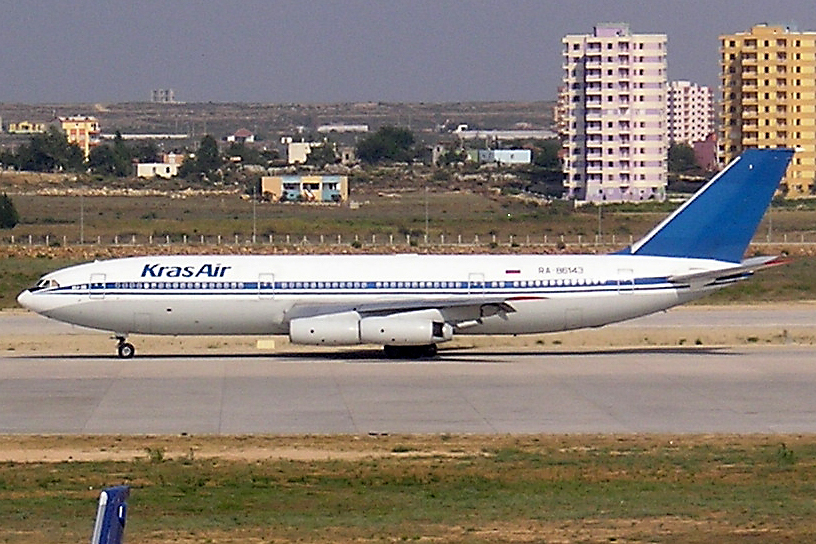
Ил-86 в ливрее Красноярских авиалиний

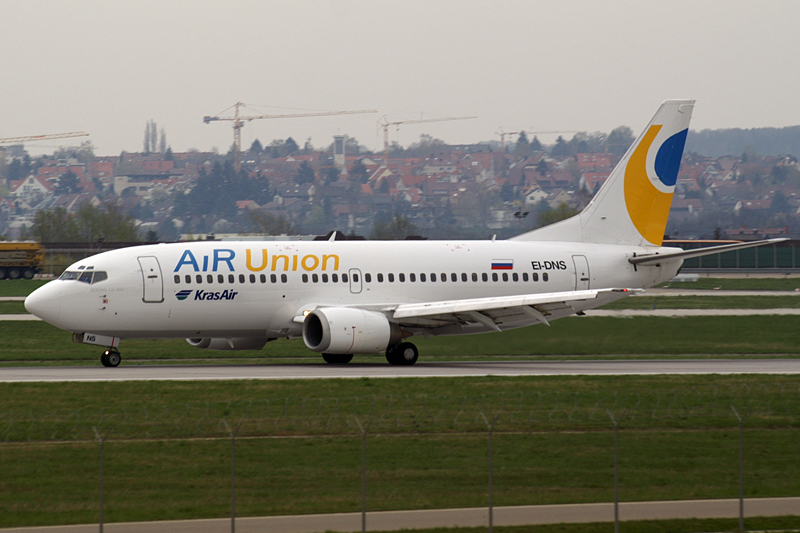
Boeing 737-300 в ливрее альянса AiRUnion

«Красноя́рские авиали́нии» (KrasAir) — российская авиакомпания, созданная в 1991 году. До ликвидации в 2009 году — четвёртая по величине авиакомпания России с аэропортом базирования Емельяново (Красноярск).
В 2008 году авиакомпания столкнулась со значительными финансовыми сложностями, и прекратила выполнение полётов. 3 февраля 2009 года был аннулирован сертификат эксплуатанта авиакомпании. 6 июля 2009 года арбитражный суд Красноярского края признал «Красноярские авиалинии» банкротом по заявлению лизинговой компании «Ильюшин финанс» и ещё двух компаний, а также объявил конкурсное производство.
Ожидалось, что имущество «Красноярских авиалиний» войдёт в состав создаваемой авиакомпании «Росавиа». Однако авиакомпания «Росавиа» не была создана, и «Красноярские авиалинии» были признаны банкротом и полностью ликвидированы.

## История
Авиакомпания образована в 1991 году на базе Енисейского объединённого авиаотряда Аэрофлота.
Енисейский объединённый авиаотряд был создан в 1934 году. В довоенное время Енисейская авиагруппа обслуживала в основном лишь близлежащие населённые пункты, а также полярные станции. В Великую Отечественную войну почти весь лётный персонал отправился на фронт.
В послевоенный период компания быстро развивалась. В 1954 году в красноярском аэропорту был построен аэровокзал. В 60-70-х годах флот авиаотряда быстро пополнялся новой техникой: Ил-18, Як-40 и Ту-154; позднее — Ил-62. В 1980 году был сдан в эксплуатацию аэропорт Емельяново.
В 1991 году Красноярский авиаотряд был преобразован в авиакомпанию «Красноярские Авиалинии». В 1993 году предприятие реорганизовано в акционерное общество с полным наименованием Открытое акционерное общество «Авиакомпания „Красноярские авиалинии“». В 1998 году рождается марка «KrasAir». В 2001 году авиакомпания впервые перевезла более 1 млн пассажиров.
В мае 2006 года Генпрокуратура возбудила уголовное дело по фактам мошенничества с имуществом авиакомпании KrasAir. По версии некоторых СМИ, эта история могла быть связана с планом Бориса Абрамовича, совладельца и руководителя компании, предложившего создать на основе авиаальянса AiRUnion единую авиакомпанию во главе с «Красноярскими авиалиниями», причём доля частных акционеров в этой компании должна была превышать государственную. В то же время ряд ведомств поддерживают альтернативный вариант — консолидацию государственных авиационных активов (включая 51 % акций KrasAir в «Аэрофлоте»), при этом доля государства в едином холдинге увеличивается до 75 %.
В августе 2006 Генпрокуратура прекратила уголовное дело по статье «Мошенничество, совершенное организованной группой либо в особо крупном размере» в отношении руководства компании за отсутствием в деянии состава преступления.
17 октября 2007 года из состава авиакомпании было выделено ОАО «Аэропорт Красноярск». Доли в уставном капитале были поделены в соответствии с долями в капитале авиакомпании на момент реорганизации (51 % акции у государства, остальные у частных инвесторов).

## Акционеры и руководство
Государству принадлежит 51 % акций компании; около 40 % — у структур генерального директора KrasAir Бориса Абрамовича (также контролируют 49 % «Домодедовских авиалиний», 70 % «Омскавиа», около 40 % «Самары» и 100 % «Сибавиатранса»).
Биржевой тикер — AVKA. Акции торгуются в RTS Board. Выпущено 470 045 штук акций.

## Деятельность
«Красноярские авиалинии» выполняли 6 % внутренних и 3 % международных пассажирских перевозок в России. В 2005 году услугами «КрасЭйр» воспользовалось 1,8 млн пассажиров.
1 ноября 2007 года авиакомпания была названа руководителем Росавиации Евгением Бачуриным среди чаще других задерживающих вылет чартерных рейсов. В качестве наказания за такие нарушения Росавиация планирует ограничить количество чартерных рейсов данного перевозчика на зимний сезон 2007/2008 годов на 10—15 %.
В конце 2004 года было создано объединение пяти авиакомпаний: «КрасЭйр», «Домодедовские авиалинии», «Самара», «Омскавиа», «Сибавиатранс». Оставаясь юридически самостоятельными, компании объединили свои ресурсы и сотрудничали на паритетной взаимовыгодной основе. С июня 2005 года до конца 2008 года авиакомпании работали под единым брендом AiRUnion.

### Показатели деятельности
В авиакомпании были заняты более 4500 человек, в том числе около 550 лётных специалистов, более 60 из них являются командирами воздушных судов.
В 2007 году авиакомпания перевезла 1,67 млн человек. Выручка по РСБУ за этот период составила 714,6 млн руб., чистая прибыль — 1,15 млн руб.

## Флот

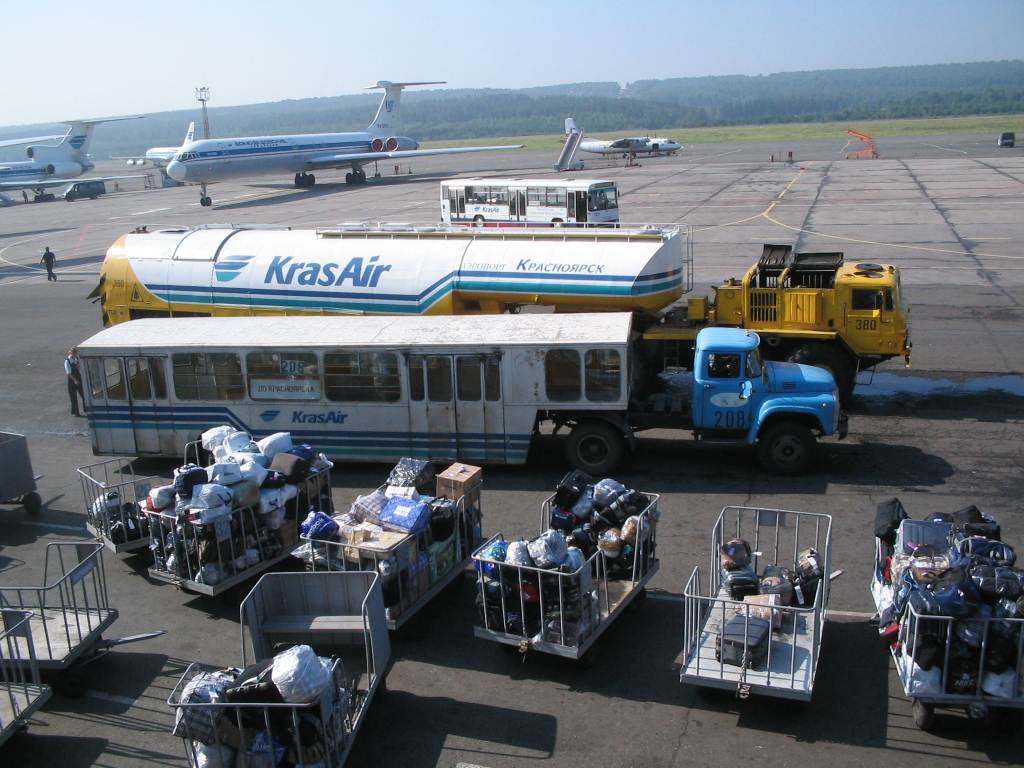
Аэродромный заправщик и автобус в аэропорту Емельяново

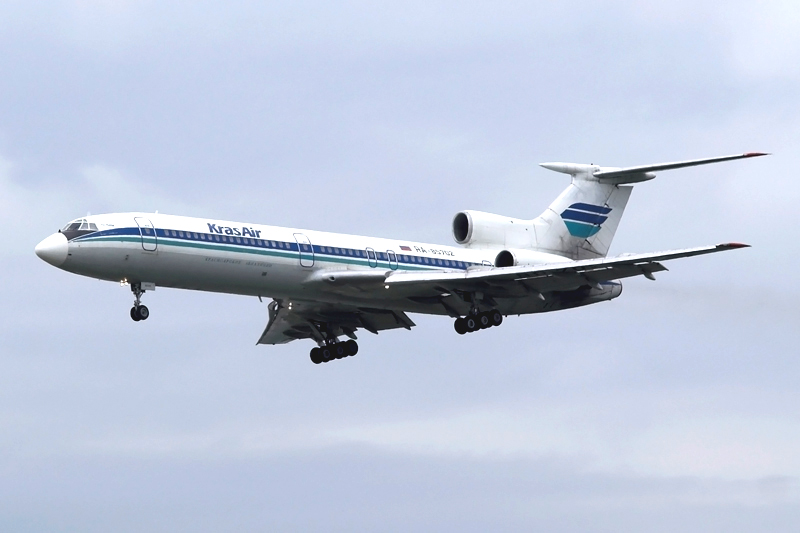
Ту-154М «Красноярских авиалиний»

В парке авиакомпании 32 пассажирских самолёта (на август 2008 года):
- 2 Ту-154Б
- 13 Ту-154М
- 4 Ил-86
- 6 Boeing 737-300
- 4 Boeing 767-200ER
- 4 Boeing 757-200

## Кризис 2008 года
- 22 августа 2008 года лизинговой компанией «Ильюшин финанс» было подано заявление о банкротстве KrasAir в Красноярский арбитражный суд[9][10]. По словам гендиректора «Ильюшин финанс» Александра Рубцова «Красэйр» недоплатила «Ильюшину» более $20 млн. Первое заседание суда назначено на 22 сентября.